# Économie du Pakistan
L'économie du Pakistan est la 27e économie au monde quant au PIB, qui est de 430 milliards de dollars en 2008. Avec une population de 220 millions d'habitants, le PIB par habitant en parité de pouvoir d'achat était d'environ 2 624 $ en 2008.
Le Pakistan possède de nombreux atouts qui auraient pu faire de ce pays une puissance émergente, comme une main d'œuvre abondante et bon marché, des terres fertiles et des climats variés, des universités réputées, etc. Mais pourtant, l'économie du pays est fragile et sa croissance faible. Le pays souffre d'une instabilité politique, d'un conflit interne entre des groupes islamistes et le gouvernement, de nombreux attentats, d'une importante crise énergétique, d'une crise des finances publiques et de catastrophes naturelles comme les graves inondations de 2010.

## Historique

### 1947-1971: libéralisme et planification
Peu après la partition des Indes, l'économie du pays est dans un état déplorable, notamment du fait de la difficile mise en place des institutions et de la rupture du commerce avec l'Inde. Durant ses premières décennies, le pays mène une politique économique libérale qui vise à doper les investissements par le biais de l'épargne privée et cherche également à minimiser le coût de production. Le pays introduit dans le même temps une planification économique pour développer les infrastructures, mais les objectifs sont rarement atteints. 
Les premières années sont marquées par une croissance irrégulière ainsi qu'une disparité grandissante entre l'ouest du pays et le Pakistan oriental, délaissé. Le Premier ministre Suhrawardy tente de combler l'écart mais du fait de l'instabilité, la politique économique manque de cohérence. Durant la première moitié du régime militaire de Muhammad Ayub Khan, le pays connait une croissance exceptionnelle : entre 1960 et 1965, la production industrielle croit de 11,5 % par an. Les exportations sont favorisées et 20 % des terres agricoles sont redistribuées. La croissance ralentit toutefois considérablement après 1965, ce qui entraine une crise sociale renforcée par la mécanisation agricole qui a fragilisé de nombreux ouvriers agricoles. Cette crise va conduire à un mouvement de protestations de 1967 à 1969 et l'exclusion économique de l'est du pays débouche sur l'indépendance du Bangladesh en 1971.

### 1971-1977: socialisme
De 1971 à 1977, Zulfikar Ali Bhutto met en place une politique de socialisation de l'économie. En 1972, il nationalise 31 grandes entreprises surtout dans les domaines énergétique et métallurgique et la mesure s'étend aux banques et assureurs en 1974. En 1976, 4 000 entreprises plus petites du secteur agricole passent sous le contrôle de l’État. Toutefois, ce dernier ne procède à aucune expropriation, lui évitant le paiement d’indemnisations exorbitantes ; les propriétaires conservent leur titre mais la loi empêche toute cession des entreprises concernées et confie à l’État la nomination des administrateurs.
Le bilan est contrasté. Les deux premières années, la production industrielle se redresse et les exportations augmentent de 20 %. De plus, les inégalités sociales se réduisent et les plus démunis profitent d'un meilleur accès à l'éducation et aux soins. Toutefois, la croissance économique est plus faible que durant la décennie précédente (un taux annuel moyen de 4,8 %, contre 6,8 %) et le pays fait face à une fuite des capitaux, une baisse des investissements privés et une forte dévaluation de la monnaie par rapport à l'or (près de 60 %),.

### 1977-1999: privatisations

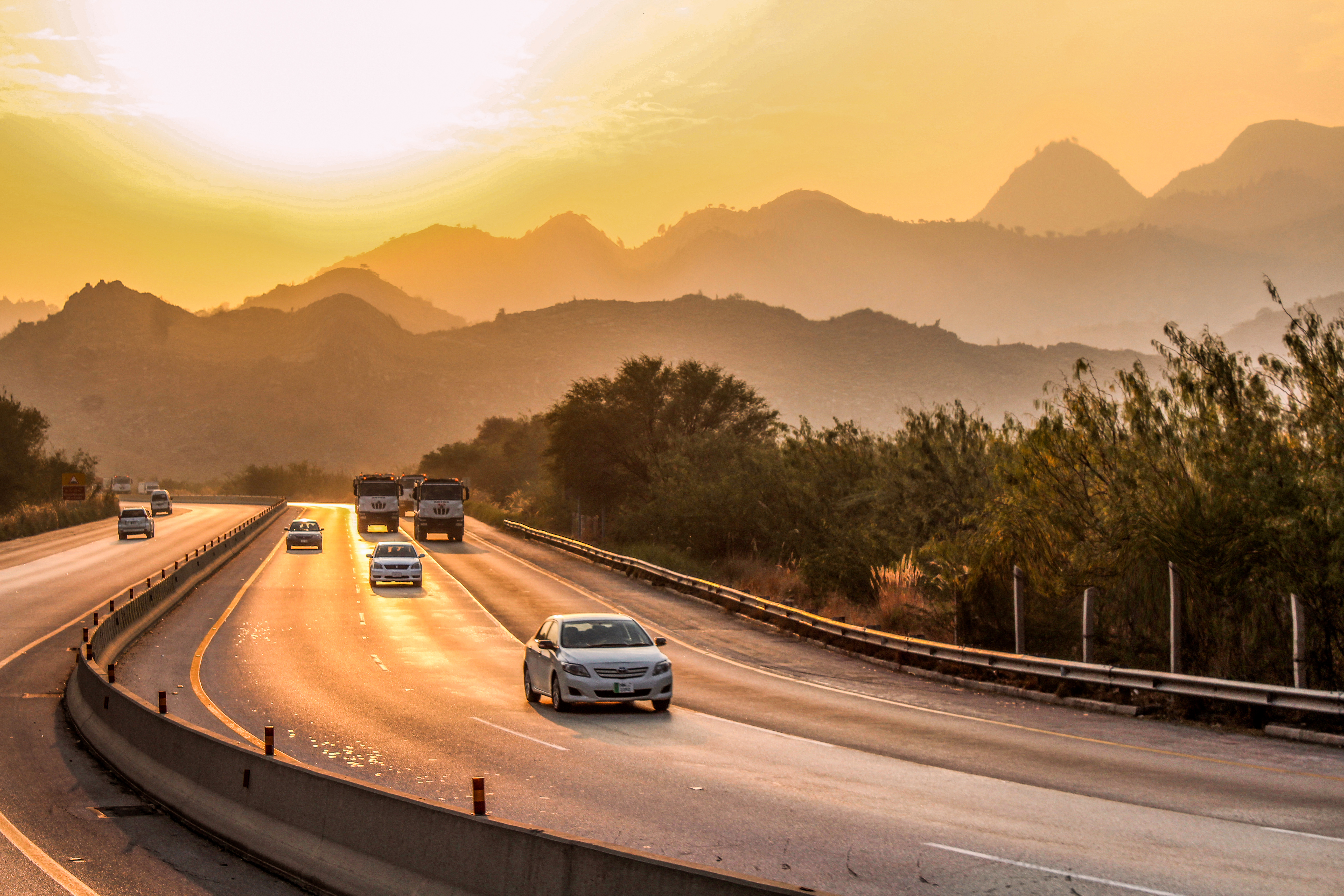
L'autoroute M-2, inaugurée en 1997.

Le second régime militaire de Muhammad Zia-ul-Haq marque le retour à une politique libérale. Le général ne revient toutefois que sur certaines nationalisations, surtout celles de 1976, et l’État conserve un rôle important. Le pays connait alors une nouvelle période d’expansion économique. De 1978 à 1983, la croissance économique s'établit à 7,6 % par an en moyenne mais baisse à 4,9 % pour 1983-1988. Les exportations augmentent de près de 60 % sur la décennie, surtout grâce au coton et au textile. Cette performance est aussi favorisée par la hausse des envois de fonds des expatriés pakistanais, plus nombreux dans les pays du Golfe. Ils comptent en effet pour 10 % du PIB en 1982 contre 4 % en 1976.
De 1988 à 1999, gouvernements de Nawaz Sharif et Benazir Bhutto mènent des politiques de privatisations plus profondes, dans les secteurs de l'énergie, de la finance et des télécommunications notamment. Le pays poursuit le développement de ses infrastructures, avec ses premières autoroutes et la mise en service du barrage de Tarbela, de loin sa plus puissante centrale. Cependant, la période est principalement marquée par une stagnation économique combinée à une forte inflation (stagflation). La dette publique augmente et la corruption atteint des niveaux records.

### Depuis 1999: crises

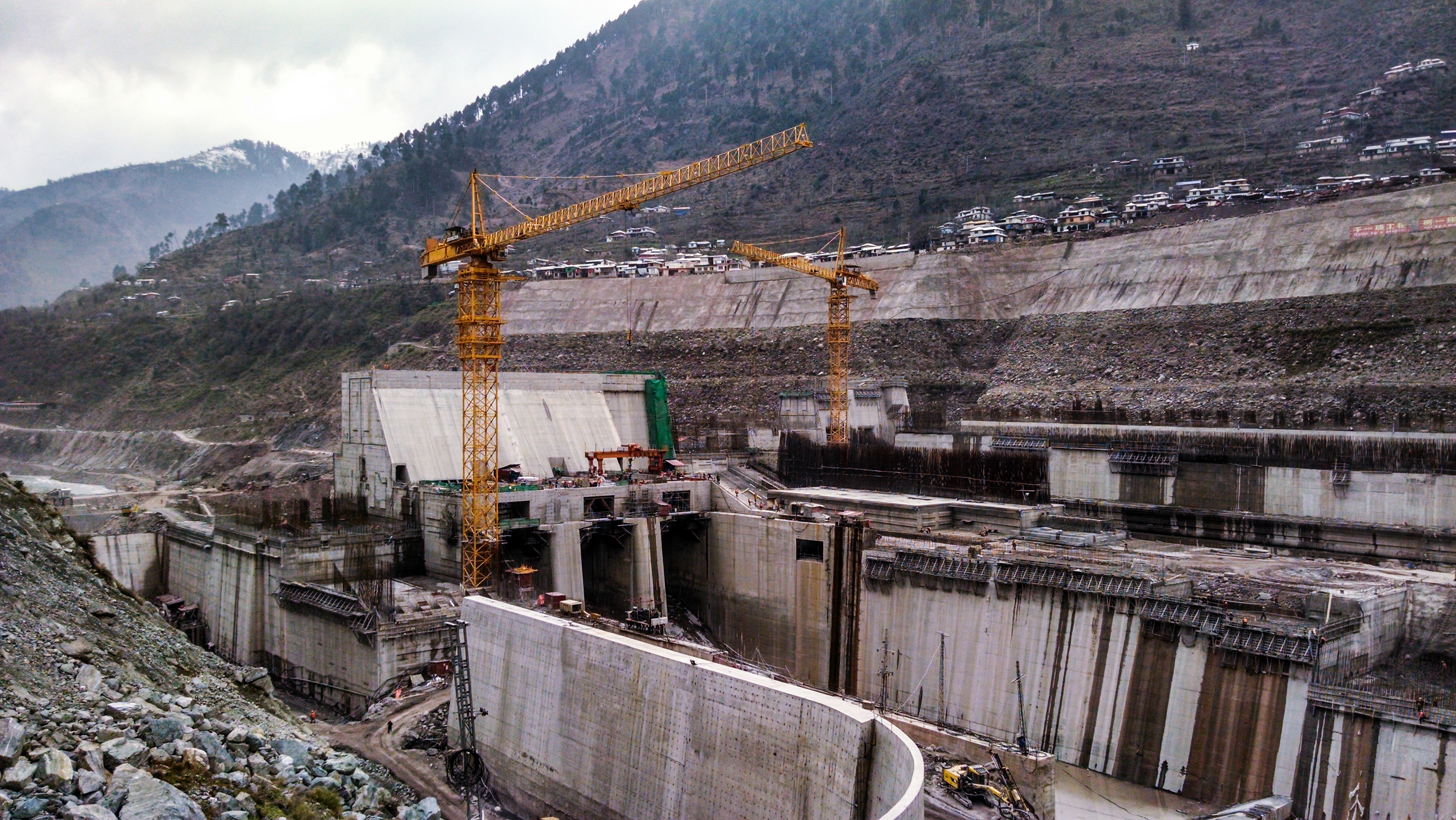
Le barrage de Neelum–Jhelum, inauguré en 2018.

Les premières années du régime de Pervez Musharraf sont marquées par une forte croissance du PIB, plus de 7 % par an de 2003 à 2006. Cependant, de 2007 à 2012, l’instabilité politique et l'insurrection islamiste sapent l'économie, qui progresse à peine plus vite que la croissance de la population. La stagflation (avec une inflation d’environ 25 %), combinée avec un taux de chômage de plus de 30 %, ne montre aucun signe de rémission début 2010. Le conflit, dont le coût pour l'économie est estimé par son gouvernement à quelque 35 milliards d’euros entre 2005 et 2010 (20 milliards de dollars selon le FMI), a augmenté le déficit du budget fédéral, malgré les aides militaires et financières régulièrement accordées par les États-Unis,.
De plus, le pays souffre d’une grave pénurie d’énergie ; environ un tiers de la demande n’est pas satisfaite et chaque jour des coupures de courant privent les Pakistanais d’électricité pendant une durée allant de six à quatorze heures et fragilisent l’industrie (environ 35 % des entreprises ont mis la clé sous la porte). Le pays doit ainsi importer l'essentiel de ses besoins énergiques et la production électrique est trop faible. Pour rester compétitif, le pays subventionne les prix de l'énergie, ce qui aggrave son déficit budgétaire. À plusieurs reprises, il doit demander l'aide du Fonds monétaire international en échange de mesures d'austérité. 
À partir de 2013, la croissance économique repart à la hausse. Un accord signé en 2015 avec la Chine, le China–Pakistan Economic Corridor, prévoit de gros investissements de sociétés chinoises au Pakistan permettant un accès direct à la mer d'Arabie à ces dernières. Paradoxalement, ces investissements ont accru l'endettement du pays ainsi que la crise de la balance des paiements. En 2019, le gouvernement d'Imran Khan fait alors appel à l'aide du FMI en échange de mesures d'austérité. En conséquence, la croissance économique chute, l'inflation explose et la pauvreté repart à la hausse après des années de baisse. Cette situation délicate ne doit cependant pas cacher les lourds investissements chinois en cours dans le pays, qui comprennent la construction de réacteurs nucléaires et méga-barrages dans le nord du pays, qui devraient réduire la crise énergétique.
En 2024, dans le cadre, d'un énième prêt du FMI, le Pakistan annonce un plan pour augmenter l'assiette fiscale et lutter contre la fraude fiscale, dans une pays où l'état a du mal à percevoir l'impôt.

## Statistiques

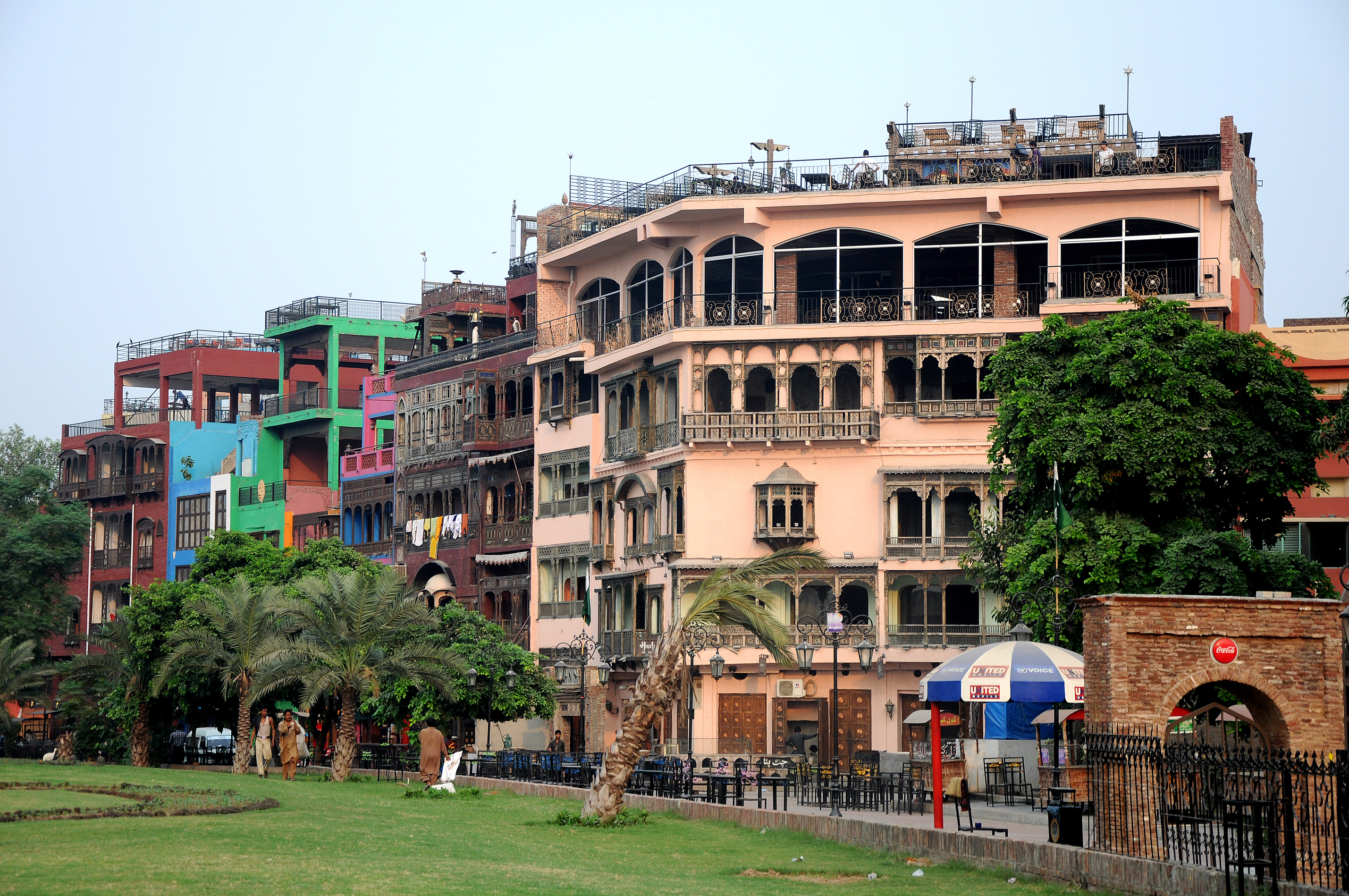
Commerces à Lahore.

Son taux de croissance était sur la période 1992-2002 de 3,4 %, 5,5 % en 2003. Celle-ci tourne en 2004 autour de 6-7 % et en 2009 autour de 2 %. Son taux d'inflation était de 3,6 %. Sa population active est 44 millions d’individus et sa dette extérieure était de 33 milliards de dollars en 2003.
L'indice de développement humain en 2021 (0,544, soit 161e rang mondial) est considéré comme faible d'après le Programme des Nations unies pour le développement.
Le taux d'alphabétisation de la population était de 46 % en 2003.
En 2009, 35 % de la population vit sous le seuil de pauvreté et, selon la Banque mondiale, 74 % de la population pakistanaise vivrait avec moins de 2 dollars américains par jour. En 2011, plus de 41 % de la population, soit 74 millions de personnes, vivent en dessous du seuil de pauvreté.
|            | 2001    | 2002    | 2003    | 2004    | 2005    | 2006    | 2007    | 2008    | 2009    |         |
| ---------- | ------- | ------- | ------- | ------- | ------- | ------- | ------- | ------- | ------- | ------- |
| PIB        | + 2,1 % | + 4,7 % | + 7,5 % | + 9 %   | + 6,6 % | + 7 %   | + 5,8 % | + 2,7 % | + 2,0 % |         |
| Population | + 2,6 % | + 2,5 % | + 2,4 % | + 2,3 % | + 2,3 % | + 2,3 % | + 2,3 % | + 2,3 % | + 2,2 % |         |
|            | 2010    | 2011    | 2012    | 2013    | 2014    | 2015    | 2016    | 2017    | 2018    | 2019    |
| PIB        | + 2,8 % | + 2,6 % | + 3,7 % | + 4,4 % | + 4,7 % | + 4,7 % | + 5,5 % | + 5,7 % | + 5,7 % | + 3,3 % |
| Population | + 2,2 % | + 2,2 % | + 2,1 % | + 2,1 % | + 2,1 % | + 2,1 % | + 2,1 % | + 2,1 % | + 2,1 % | + 2,0 % |

## Agriculture
Le Pakistan a produit en 2018 :

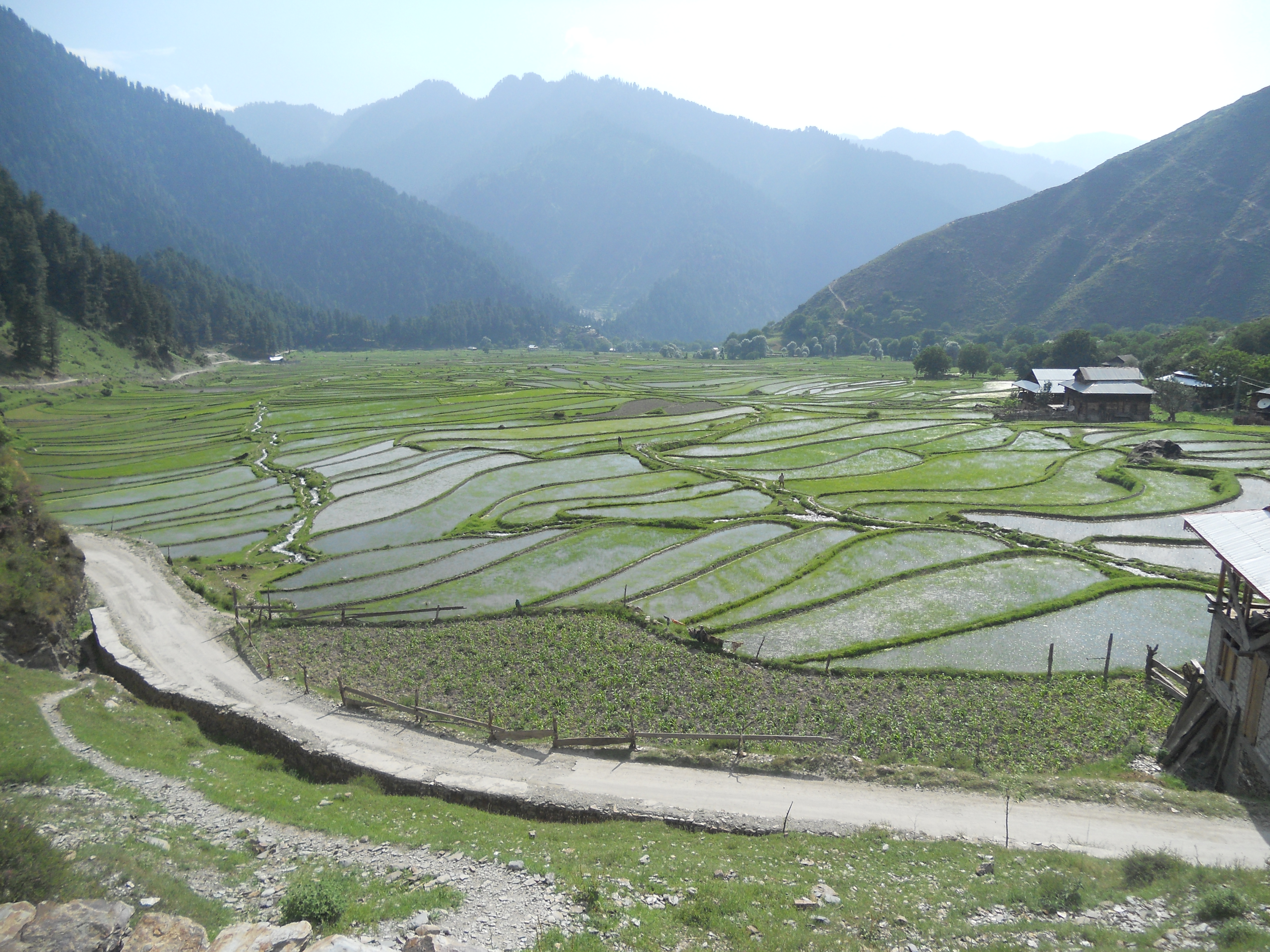
Rizière dans l'Azad Cachemire.

- 67,1 millions de tonnes de canne à sucre (5e producteur mondial, derrière le Brésil, l'Inde, la Chine et la Thaïlande) ;
- 25,0 millions de tonnes de blé (7e producteur mondial) ;
- 10,8 millions de tonnes de riz (10e producteur mondial) ;
- 6,3 millions de tonnes de maïs (20e producteur mondial) ;
- 4,8 millions de tonnes de coton (5e producteur mondial) ;
- 4,6 millions de tonnes de pomme de terre (18e producteur mondial) ;
- 2,3 millions de tonnes de mangues (dont mangoustan et goyave) (5e producteur mondial, seulement derrière l'Inde, la Chine, la Thaïlande et l'Indonésie) ;

- 2,1 millions de tonnes d'oignons (6e producteur mondial) ;

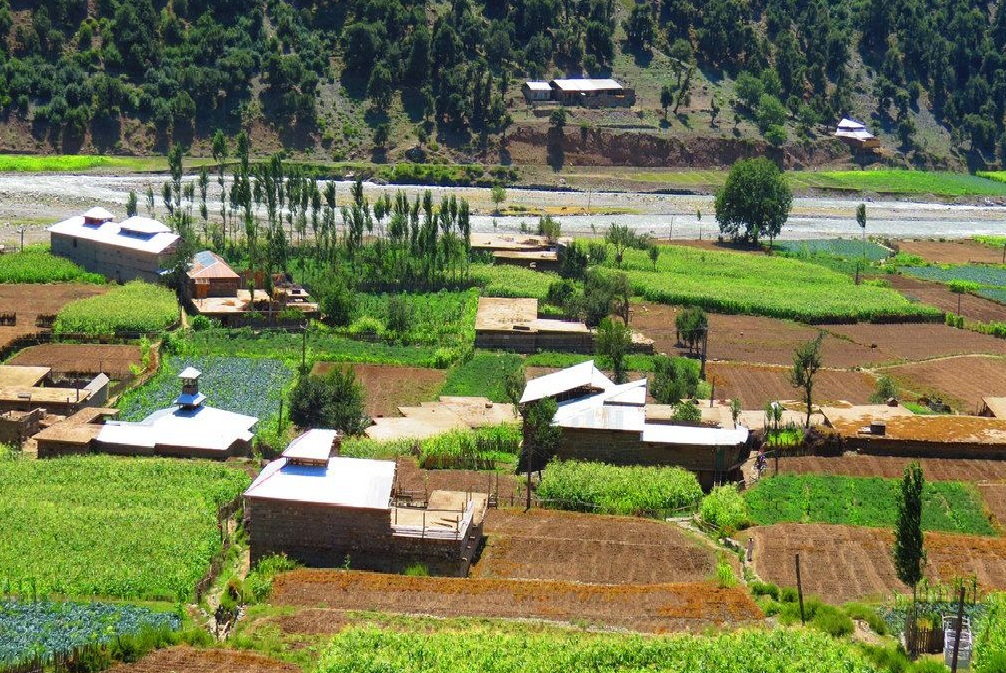
Cultures dans le Haut-Dir.

- 1,6 million de tonnes oranges (12e producteur mondial) ;
- 593 000 tonnes de mandarines ;
- 550 000 tonnes de tomates ;
- 545 000 tonnes de pommes ;
- 540 000 tonnes de pastèques ;
- 501 000 tonnes de carottes ;
- 471 000 tonnes de dattes (6e producteur mondial).

En plus de petites productions d'autres produits agricoles.
Au Pakistan comme en Inde, les grandes familles régnantes d’hier continuent à jouir d’un prestige et d’une grande autorité. Une étude de la Banque mondiale indique que 44 % des terres arables sont détenues par seulement 2 % des exploitants soit 5 000 influentes familles rurales.
Dans ce pays essentiellement agricole, cette position implique l’autorité quasi-directe, proche de l’absolu, sur plusieurs millions d’individus. Une mainmise impossible à ignorer pour le pouvoir central, dépendant du soutien de cette classe dominante.

## Énergie et ressources naturelles

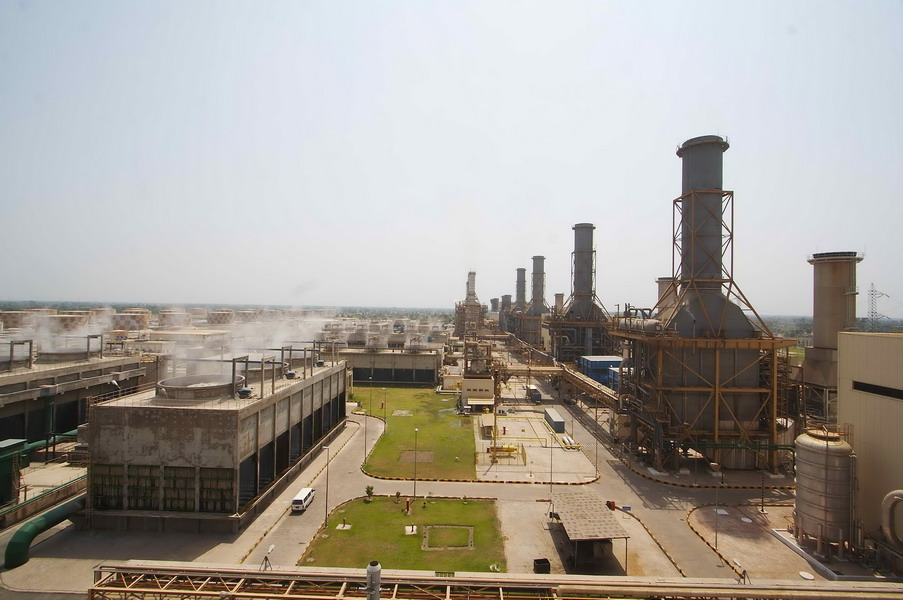
Centrale thermique au gaz de Guddu.

En 2007, la capacité de production d'électricité était de 19 505 MW. La crise n'a cessé de s'aggraver malgré les promesses du gouvernement. Les coupures de courant sont très nombreuses.
Le pays fait face à une grave crise énergétique. En 2010, elle s'aggrave et créée une polémique dans le pays. Le Premier ministre Youssouf Raza Gilani annonce des mesures d'urgence et un plan pour doubler la capacité énergétique du pays d'ici à 2020. Il prévoit 20 000 mégawatt supplémentaires répartis de la façon suivante : 6 000 grâce au charbon, 6 000 grâce à l'énergie hydraulique, 5 000 grâce au gaz, 2 000 grâce à des énergies renouvelables et 1 000 grâce au pétrole.

## Industrie

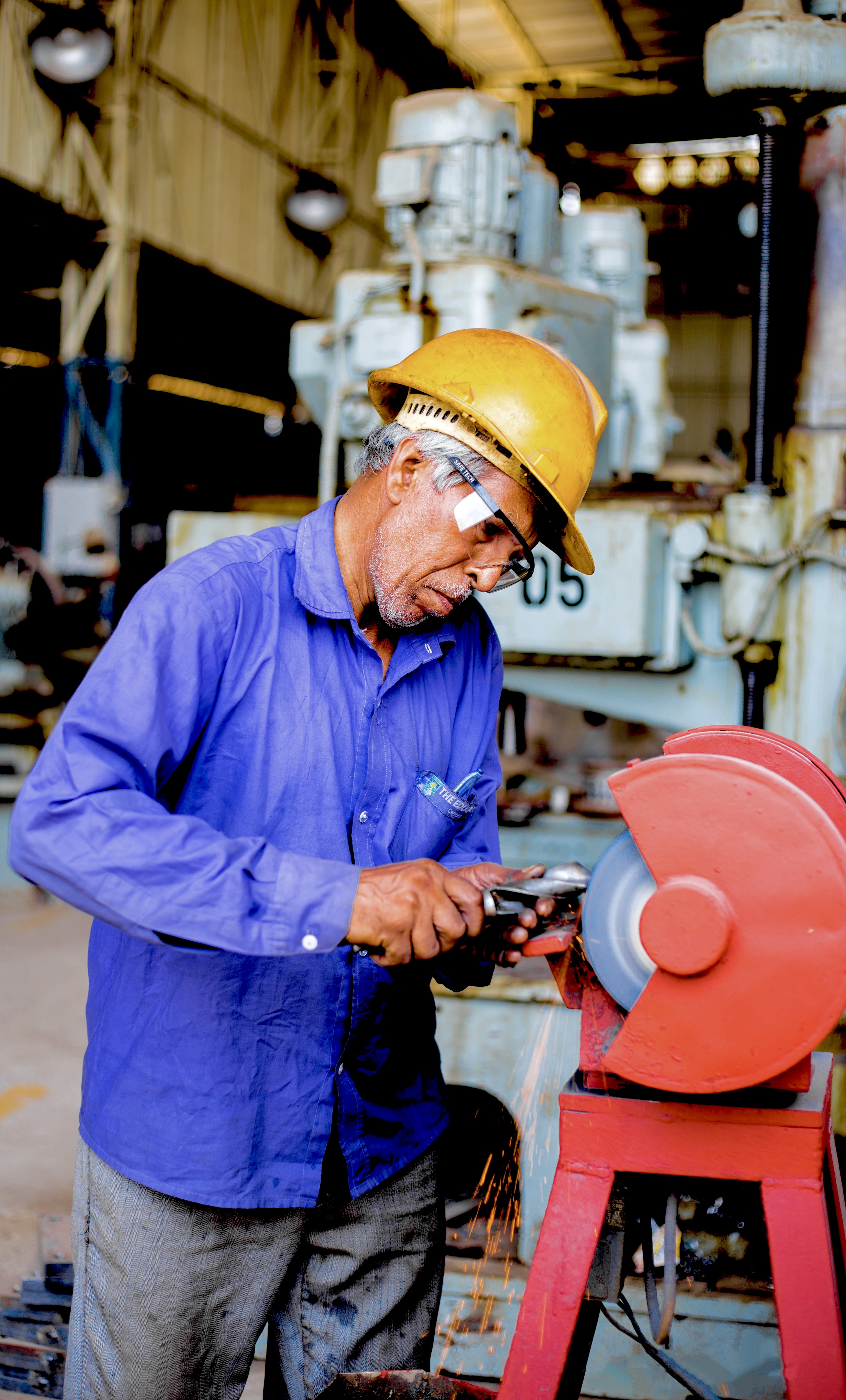
Ouvrier pakistanais en 2018.

L'industrie la plus développé du pays est l'industrie textile. Cette dernière représente 70 % des exportations du Pakistan, en faisant le neuvième plus grand exportateur mondial, pour sept milliards de dollars en 2019. L'industrie automobile figure parmi les plus puissantes, produisant près de deux millions de véhicules, essentiellement des cycles à moteur, et employant 1,8 million d'ouvriers en 2015. 
Les conditions de travail des ouvriers sont particulièrement dures. Les petits ateliers de fabrication ne font généralement pas signer de contrats de travail, ne respectent pas le salaire minimum et emploient parfois des enfants. Les violations du droit du travail se produisent aussi chez des grands sous-traitants de marques internationales, où il arrive que des ouvriers soient frappés, insultés par leurs supérieurs ou payés au-dessous du salaire minimum. Des usines ne respectent pas les normes de sécurité, générant des accidents : en 2012, 255 ouvriers meurent dans l’incendie d’une usine de Karachi. Avec 547 inspecteurs du travail au Pakistan pour superviser les 300 000 usines du pays, l’industrie textile échappe aux contrôles. Les ouvriers ne sont pas davantage protégés par des syndicats, interdits dans les zones industrielles réservées à l’exportation. Ailleurs, « les ouvriers impliqués dans la création de syndicats sont victimes de violence, d’intimidations, de menaces ou de licenciements ».

## Budget de l'État et revenus

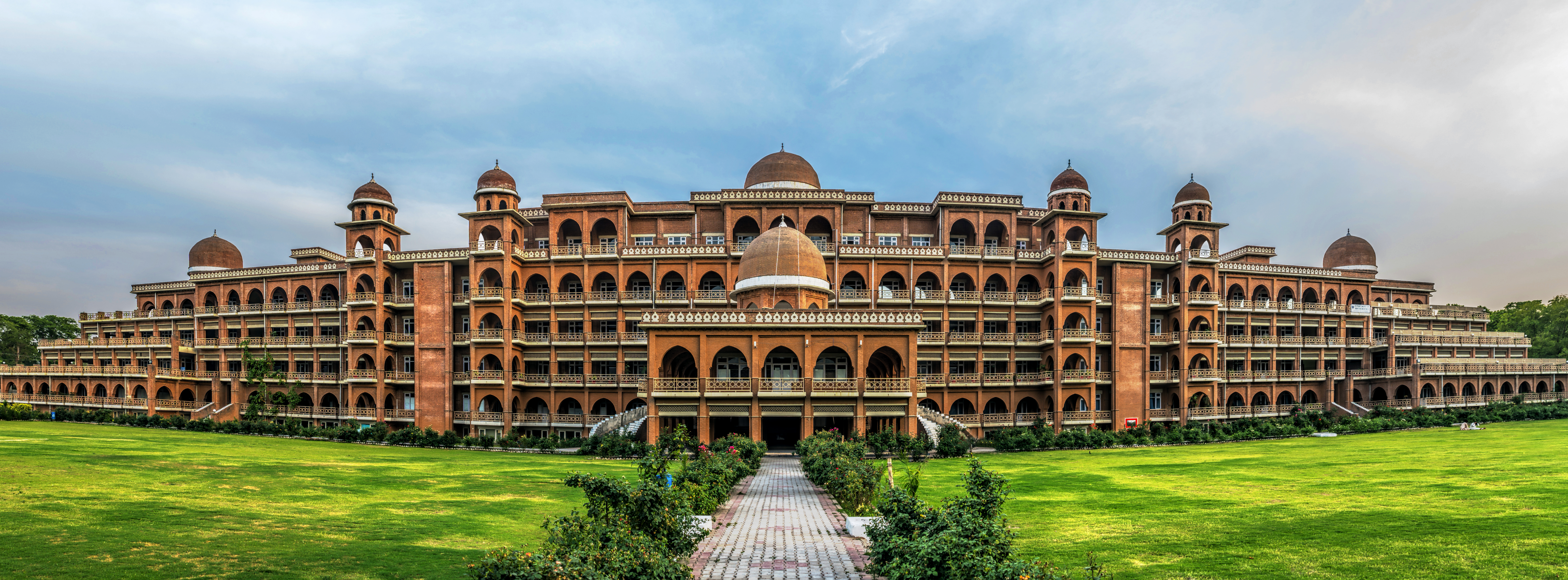
L'université de Peshawar.

En 2008, le budget de l'État dans ce pays est de 30,05 milliards de dollars américains de dépenses pour 23,21 milliards de dollars de recettes soit un déficit de 6,84 milliards de dollars.
Pour l'année fiscale 2011/2012, le gouvernement prévoit un budget - jugé irréaliste - de 2 767 milliards de roupie pakistanaise  (32,5 milliards de  USD), soit 14,2 % de plus que l’an passé avec des dépenses courantes de 2 315 G PKR (84 % du total, 1 % de plus qu’en 2010/11) et des dépenses de développement de 452 G PKR (16 % du total, 64 % d’augmentation). Il table sur des revenus fiscaux de 2 074 G PKR dont 1 952 G PKR collectés par le Federal Bureau of Revenue en augmentation de 24 % sur l’objectif de 1 588 G PKR fixé cette année. Le gouvernement compte également sur des recettes non fiscales aléatoires comme un surplus en provenance des provinces (125 G PKR) ou des ressources externes (bailleurs de fonds) qui ne sont pas acquises pour l’instant (414 G PKR), dans le cadre d’une croissance estimée à 4 %. Au niveau fédéral, le budget fait état de hausses de 12,3 % des dépenses à 2 504 G PKR (29,4 G USD) et de 11 % des recettes à 1 529 G PKR (18,0 G USD). Le déficit budgétaire s’établirait ainsi à 975 G PKR (11,5 G USD).
2,7 millions d’habitants sont assujettis à l'impôt en 2008, soit 1,8 % de la population totale mais seuls 60 % ont effectivement payé leurs impôts en 2008-2009. Le ratio recettes/PIB ne devrait pas dépasser 9 % en 2011.
Les transferts monétaires des 3,55 millions de Pakistanais à l’étranger ont été de 7,81 milliards de dollars en 2008-2009 et de 8,9 milliards en 2009-2010.

## Aides publique internationale
L’aide financière pour le Pakistan durant l’année fiscale 2008-2009 a atteint 8,8 milliards de dollars. Le FMI a débloqué sur la période 3,94 milliards de dollars, la Banque asiatique de développement a prêté respectivement 1,5 G USD  et la Banque mondiale 1,17 G USD, la Banque islamique de développement a apporté 656 M USD, les 1,7 G USD restant proviennent des bailleurs bilatéraux. En 2009-10 le montant de l’aide financière au Pakistan devrait dépasser les 10 milliards USD avec notamment une aide bilatérale qui pourrait atteindre 3 G USD.
Alors que le Pakistan connait plusieurs attaques et attentats par jour, le président des États-Unis Barack Obama signe en 2009 le  Enhanced Partnership with Pakistan Act of 2009 connu sous le nom de plan Kerry-Lugar-Berman offrant une aide non-militaire sous conditions de 1,5 milliard de dollars par an au Pakistan répartie jusqu'en 2014 soit un total de 7,5 milliards.
Les dons et prêts financiers sont en baisse depuis 2008 à la suite de la dégradation des relations entre le gouvernement pakistanais et ses bailleurs de fonds ainsi que la rupture d'un accord avec le FMI en septembre 2011.

## Commerce international

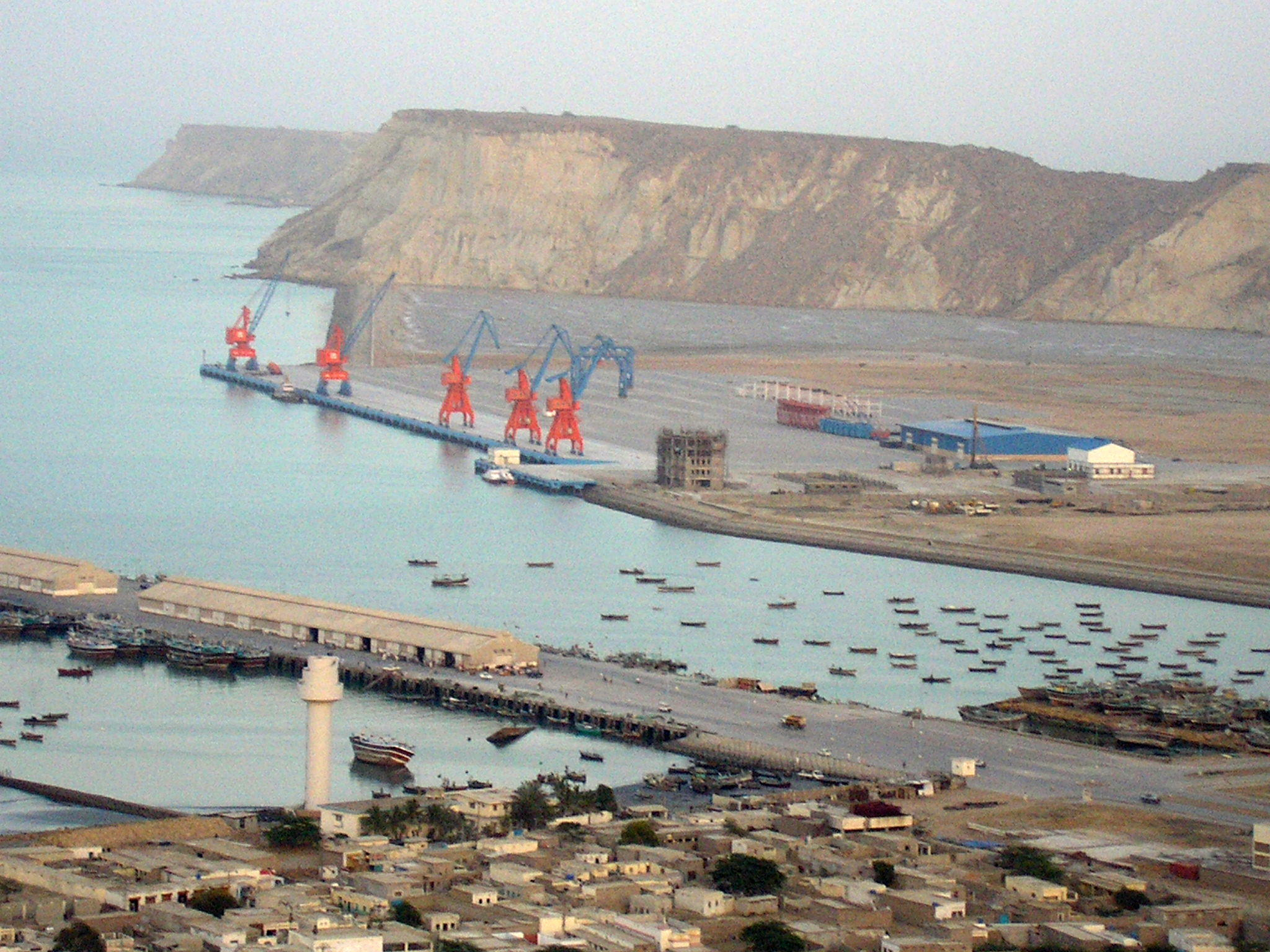
Le port de Gwadar.

Le pays a exporté en 2003 pour 11,43 milliards de dollars et importé pour 15,67 milliards. Les ports Qasim et de Karachi constituent les principales portes du commerce international, tous deux situés dans la capitale économique du pays. Le port de Gwadar est venu s'y ajouter en 2007, à l'autre extrémité du littoral pakistanais de la mer d'Arabie.
Principaux clients par zone géographique à cette date : 39,2 % vers l'Asie, 27,6 % vers l'Union européenne, 22,1 % vers les États-Unis.
Les échanges vers les États-Unis  s'agit essentiellement du coton, des textiles, des tapis, du cuir et de produits alimentaires vers les États-Unis, Émirats arabes unis, Grande-Bretagne, Allemagne, Arabie saoudite et la Chine.
Principaux fournisseur par zone géographique : 68,4 % depuis l'Asie, 16,9 % depuis l'Union européenne, 5,9 % depuis les États-Unis
Il importe du pétrole et dérivés, machines et équipements de transport, produits chimiques, fer et acier depuis les Émirats arabes unis, la Chine, l'Arabie saoudite, le Koweït, le Japon, les États-Unis, l'Allemagne et la Malaisie.
Ses principaux fournisseurs d'armements sont la République populaire de Chine, les États-Unis et la France. Le Pakistan a une bonne base technologique (arme nucléaire, missile sol-sol).
Le Pakistan a reçu 3,7 milliards de dollars américains d’investissement direct à l'étranger et 2,2 milliards durant l'année fiscale 2009/2010.